# Битка за Киев (2022)
Битката за Киев е част от руското нападение срещу Украйна през 2022 г.
Руските сухопътни сили навлизат в Киевска област, Украйна и получават отпор от украинските сили. Русия има за цел да превземе столицата на Украйна, в която е базирано военното командване и правителството на Украйна.

## Хронология на събитията

### Февруари

#### 24 февруари
В ранната сутрин на 24 февруари руските сили започват да нанасят артилерийски и ракетни удари по цели в Киевска област, включително на международното летище Бориспол, което е основното летище на Киев.
По-късно сутринта руските сили, струпани преди това в Беларус, преминават границата с Украйна и навлизат в Киевска област от север. Руснаците взимат контрола над атомната електроцентрала в Чернобил, разположена близо до границата, след схватка с украински войски.
По-късно през деня руски парашутисти се приземяват на летище Хостемел и за кратко взимат контрола над него, след което започват интензивни боеве за контрол над летището. Впоследствие те са отблъснати от украинската армия според украинските власти. Руските сили също правят опити за кацане в и около Киевския язовир.
През нощта на 24 февруари украинският президент Володимир Зеленски заявява, че „подривни групи“ се приближават към Киев. Същата нощ министърът на отбраната на Съединените щати Лойд Остин казва по време на разговор с конгресмени, че някои руски механизирани пехотни части са напреднали до 32 км от Киев.

#### 25 февруари
Сутринта на 25 февруари руските военновъздушни сили продължават бомбардировките на столицата, бомбардирайки центъра на Киев. Украинските сили по-късно свалят руски самолет над Киев; самолетът се разбива в девететажен жилищен блок, запалвайки сградата.
В 06:47 ч. подразделение на украинската армия взривява мост над река Тетерев близо до Иванков, спирайки руска танкова колона, настъпваща от Чернобил. Генералният щаб на въоръжените сили на Украйна по-късно заявява, че украински десантни войници са се сблъскали с руснаците в бой при Иванков и Димер.
В средата на сутринта руските сили навлизат в Оболонски район, в северната част на града. През целия ден в няколко района на града се чува стрелба; украинските власти описват стрелбата като резултат от сблъсъците с руски войски.

#### 26 февруари
Сутринта на 26 февруари руската артилерия обстрелва града за повече от 30 минути. Едновременно с това украинските сили отблъскат атака срещу електроцентрала в североизточния квартал Троещина; Би Би Си предполага, че нападението може би е „усилие да се лиши града от електричество“. Тежки сражения се водят и близо до Киевския зоопарк в централния квартал Шулявка, където украинските сили защитават военна база. Сражения се водят и по други улици в Киев. Жителите са предупредени да избягват прозорци и балкони.
Според президента Зеленски украинските сили успяват да отблъснат руската офанзива и продължават да държат града и околните големи градове. Полицейският час е удължен от 17 часа до 8 часа сутринта, а нарушителите ще се считат за „руски диверсантски или разузнавателни групи“.
Украинските сили за териториална отбрана отговарят за мобилизирането на доброволци. Украинският вътрешен министър Денис Монастирски заявява, че доброволците в Киев са получили повече от 25 000 щурмови пушки, около 10 милиона куршума и реактивни гранати и пускови установки.

#### 27 февруари
В ранната сутрин на 27 февруари има сблъсъци с руски диверсанти в Киев. Местните власти твърдят, че до сутринта Киев остава напълно контролиран от украинските сили. Вечерта на 27 февруари „Асошиейтед прес“ съобщава, че Кличко е заявил, че градът е обкръжен. Говорителят на Кличко обаче по-късно казва пред „The Kyiv Independent“, че кметът е сгрешил и че слуховете за обкръжението на Киев са неверни.
По-късно същата сутрин ракета пада и избухва в двора на 16-етажна сграда, намираща се в Троещина, запалвайки 7 автомобила. Според украински официални лица ракетата е била изстреляна от руски стратегически бомбардировач от Беларус.
Нова вълна от руски войски настъпват към града, но с малко директни сражения и само три ракети са изстреляни по Киев през този ден. Сателитни снимки, направени от „Maxar Technologies“, показват дълга колона от 64 километра руски превозни средства, насочващи се към Киев от север и на приблизително 39 км от центъра на Киев.
През нощта руски ракети поразяват военна база в Бровари, което предизвиква голям пожар.

#### 28 февруари
След полунощ противникът продължава да се опитва да пробие отбраната на Киев; колони от руски войски многократно се опитват да щурмуват покрайнините на столицата. В резултат на руските бомбардировки на града е ударено депото за радиоактивни отпадъци на киевския клон на Обединение „Радон“. Няма радиационна заплаха за населението. ДРГ е унищожена в Златовръхия манастир „Свети Архангел Михаил“. Колоната на руските окупаторски войски продължава да се движи по шосето към Киев през Здвиживка, Бородянка, Микуличи (Бородянски район), Немишаеве, те разстрелват къщите край пътя, защото се страхуват, че от там могат да хвърлят по тях коктейли „Молотов“. Руският агресор нанася удар с балистична ракета по околностите на Бровари. Ранени са шестима. Руснаците осъществяват въздушно нападение срещу радиолокационния център в Бровари.

### Март

#### 1 март
Сутринта на 1 март руското министерство на отбраната издава предупреждение към цивилните, че възнамерява да атакуват украински преносни съоръжения около Киев и че всички жители наблизо трябва да напуснат района. Няколко часа по-късно руска ракета удря телевизионната кула в Киев, прекъсвайки телевизионните предавания, убивайки петима души и ранявайки други петима. Мемориалният център на Холокоста в Бабий Яр потвърждава, че втора ракета, предназначена за кулата, е улучила случайно близкия мемориал. Руски въздушен удар поразява и родилен дом. Свидетели казват, че всички в сградата (включително бебета) е трябвало да бъдат евакуирани в близката църква, тъй като клиниката не разполагала с бомбоубежище.
Руски обстрели удрят кварталите Русановка и Куреневка и предградията на Боярка и Вишнево, както и района около международното летище Киев.

#### 2 март
В ранната сутрин на 2 март украинските военновъздушни сили заявяват, че са свалили два руски Су-35 над Киев.
По-късно сутринта Кличко заявява, че руската армия започва да обсажда града в опит да наложи блокада. Кличко казва пред „Канал 24“, че танкове се приближават към Киев от Беларус и че украинските власти инспектират украинските контролно-пропускателни пунктове за готовност. Началникът на разузнаването на Естонските сили за отбрана Марго Гросберг изчислява, че настъпващият руски конвой ще пристигне до крайните предградия на Киев след поне два дни, след което те ще се опитат да обсадят града.

#### 3 март
На 3 март „The New York Times“ изчислява, че над 15 000 души се крият в метрото на града. Министерството на отбраната на Обединеното кралство излиза с изявление, че през последните три дни настъпващият руски конвой е постигнал „малък забележим напредък“. Нова вълна от обстрел и удари по центъра на Киев, включително квартал Борщахивка. Разследване на CNN във видеоклипове в социалните мрежи, показващи последствията от ракетни удари, установява, че въздушните удари са ударили бизнес център и многоетажни сгради в западните райони на града.

#### 5 март
Войските на РФ са блокирани и спрени в района на Макаров. Окупаторите отстъпват от Буча и летището в Хостомел. По дани на украинския Генерален щаб основните усилия на руските окупатори са насочени към обкръжаването на Киев. Руските окупатори бомбардират Мархаловка; шестима цивилни са убити, включително едно дете.

#### 6 март
Около 18:00 окупаторите обстрелват жителите на село Ясногородка (Фастивски район), вероятно с картечница. Убиват петима, още един човек е ранен.

#### 7 март
На 7 март украинските власти заявяват, че са унищожили два руски самолета. Володимир Зеленски отговаря на твърденията, че е избягал от града, с видеозапис от кабинета си в Киев.

#### 9 март
На сутринта на 9 март руските сили отново започват да обстрелват града. По-късно същия ден руските и украинските власти се съгласяват да направят временен хуманитарен коридор, което води до масова евакуация на цивилни от предградията.
Кметът на Киев Виталий Кличко заявява, че близо два милиона души – или половината от населението на града – са го напуснали от началото на войната.

#### 12 март
На 12 март руските обстрели предизвикват два пожара: в центъра и в покрайнините на Киев. На улица „Хорива“ (Подил) е свален дрон камикадзе с експлозив, идентифициран като Cube.

#### 14 март
Сутринта на 14 март артилерийски снаряд поразява 9-етажна жилищна сграда на улица „Богатирска“ в Оболон. Най-малко един човек е убит и още 12 са ранени при атаката. Друга ракета е свалена над Киев, като нейните шрапнели рушат 5-етажна жилищна сграда в Куренивка и убиват един човек, както и унищожават тролейбус. Освен това, руските войски изстрелват три ракети по самолетния завод „Антонов“, а седем души ранени. Междувременно градските власти заявяват, че имат храна за две седмици за останалите в града жители.

#### 15 март
Сутринта окупаторите обстрелват жилищните райони на Киев. Снарядите са поразили няколко жилищни сгради: 10-етажна сграда в район Подилски, 9-етажна сграда и 16-етажна сграда в район Святошинский и 2-етажна сграда в район Осокорки. В сградите започват пожари. В 16-етажната сграда огънят обхваща всички етажи; Държавната служба за извънредни ситуации на Украйна съобщава за 3 жертви и 5 ранени. Ударната вълна поврежда входа на метростанция „Лукянивска“.
В града е обявен полицейски час от 20:00 15 март до 7:00 17 март – по думите на главата на военната администрация Микола Жирнов, това се прави с цел безопасност, включително и за унищожаването на вражеските ДРГ. Според Жирнов към 16 март в Киев са задържани 105 заподозрени за диверсионни действия.

#### 16 март
Според Държавната служба за извънредни ситуации на Украйна 12-етажни и 9-етажни сгради в район Шевченковски са били повредени в резултат на руски обстрел. . Вечерта на същия ден, според кмета на Киев Виталий Кличко, руските войски са обстреляли няколко частни къщи в Подилски район, което е довело до пожар и повреда на газопровод с ниско налягане..

#### 17 март
Сутринта е свалена ракета, чиито останки попадат в многоетажна сграда в Дарницки район. Един човек е убит.. Освен това, ДСИС съобщава, че обстрелите са причинили пожари в Святошенски район, горят склад, два автомобила загиват най-малко двама души.

## Украинско контранастъпление и изтегляне на руската армия
На 22 март украинските сили започват контраофанзива, за да изтласкат руските военни части от града. Украинските сили евакуират хиляди хора от близките предградия и населени места, от които 20 000 души само в Бориспил.
На 23 март литовският министър на отбраната Арвидас Анушаускас идва на посещение в Киев за среща с украинския си колега Олексий Резников и предоставя военна помощ. Анушаускас е първият чуждестранен министър на отбраната, който посещава украинската столица от началото на нападението до този момент.
На 24 март руските сили започват нова вълна от бомбардировки. Обстрелът нанася поражения на паркинг в северната част на града, отнема живота на руската журналистка Оксана Баулина и ранява двама души. В същия ден делегация от председатели на балтийските парламенти е на посещение в Киев.
В доклад на британското разузнаване от 25 март се казва, че Украйна си е възвърнала контрола над градовете на разстояние до 35 km от града, тъй като доставките на руските сили са започнали да се изчерпват. Руската армия твърди, че успешно е унищожила най-големия петролен терминал в страната, намиращ се близо до Киев.
След успешните украински контраатаки в края на март, на 29 март Русия обявява, че изтегля силите си от района на Киев. Превземането на Киев се смята за ключова цел и неуспехът на Русия се разглежда като неуспех за военната ѝ кампания като цяло.
На 1 април председателят на Европейския парламент Роберта Мецола посещава Киев, с което става първият висш служител на Европейския съюз, който пътува до Украйна след нахлуването на Русия.
На 2 април украинските власти заявяват, че са си върнали контрола над целия Киевски регион.